# Uncle Acid & the Deadbeats
Gli Uncle Acid & the Deadbeats sono un gruppo musicale doom metal britannico, formatosi a Cambridge nel 2009.

## Formazione
- Kevin Starrs – chitarra solista, organo, voce
- Yotam Rubinger – chitarra ritmica, voce
- Dean Millar – basso
- Itamar Rubinger – batteria

## Discografia

### Album in studio
- 2010 – Vol 1
- 2011 – Blood Lust
- 2013 – Mind Control
- 2015 – The Night Creeper
- 2018 – Wasteland
- 2024 – Nell'Ora Blu

### Singoli
- 2013 – Poison Apple
- 2013 – Mind Crawler
- 2014 – Runaway Girls
- 2015 – Waiting for Blood
- 2015 – Melody Lane
- 2016 – Pusher Man